# Iglesia de Nuestra Señora de la Anunciación (Alicún de Ortega)
La iglesia de Nuestra Señora de la Anunciación es una iglesia parroquial católica situada en la localidad granadina de Alicún de Ortega (Granada, España).

## Características
Se trata de un templo de planta rectangular de una sola nave con dos tramos, construido en 1595 sobre una iglesia románica anterior, que a su vez había ocupado el lugar de una mezquita. La capilla mayor es de planta cuadrada, con arco triunfal carpantel rebajado y cúpula sobre pechinas, y con un retablo renacentista. Conserva el artesonado mudéjar en algunos tramos, y cuatro hornacinas renacentistas en las paredes. Cuenta con imaginería del siglo XVIII y una pintura del Ecce Homo del siglo XVI.